# إلبيرت إس. بريغهام
إلبيرت إس. بريغهام هو سياسي أمريكي، ولد في 19 أكتوبر 1877 في St. Albans (town), Vermont ‏ في الولايات المتحدة، وتوفي في 5 يوليو 1962 في سانت ألبانز في الولايات المتحدة. نشط حزبياً في الحزب الجمهوري. وقد انتخب عضو مجلس النواب الأمريكي ‏.